# Pic à cravate noire
Celeus torquatus
Espèce
Statut de conservation UICN

 NT  : Quasi menacé
Le Pic à cravate noire (Celeus torquatus) est une espèce d'oiseau de la famille des Picidae.
Son aire s'étend à travers le nord du Brésil et le plateau des Guyanes.